# Этрап имени Гурбансолтан-эдже
Этрап имени Гурбансолтан-эдже (туркм. Gurbansoltan eje etraby) — бывший этрап в Дашогузском велаяте Туркменистана. Административный центр — город Гурбансолтан-Эдже.

## История
Образован в январе 1925 года на базе Ильялинского районного шуро как Ильялинский район Ташаузского округа Туркменской ССР. В июле 1930 года Ташаузский округ был упразднён, и Ильялинский район перешёл в прямое подчинение Туркменской ССР.
В феврале 1932 года район был передан в восстановленный Ташаузский округ. В ноябре 1939 года Ташаузский округ был упразднён, и Ильялинский район отошёл к новообразованной Ташаузской области.
В январе 1963 года Ильялинский район был упразднён, но уже в декабре 1964 года восстановлен. В декабре 1970 года район был передан в восстановленную Ташаузскую область.
В 1992 году Ильялинский район был переименован в Йыланлыйский этрап и вошёл в состав Дашогузского велаята, а в сентябре 2004 года получил название Этрап имени Гурбансолтан-эдже.
9 ноября 2022 года этрап имени Гурбансолтан-эдже был упразднён, а его территория предана в Акдепинский этрап.